# Aconitum setosum
Aconitum setosum är en ranunkelväxtart som beskrevs av G. Grintescu. Aconitum setosum ingår i släktet stormhattar, och familjen ranunkelväxter. Inga underarter finns listade i Catalogue of Life.